# ريو تاكاهاشي (لاعب كرة قدم)
ريو تاكاهاشي (باليابانية: 高橋亮) هو لاعب كرة قدم ياباني في مركز الدفاع، ولد في 11 يوليو 2000 في طوكيو في اليابان. لعب مع نادي طوكيو.

## وصلات خارجية
- ريو تاكاهاشي (لاعب كرة قدم) على موقع رابطة كرة القدم اليابانية للمحترفين (اليابانية)
- ريو تاكاهاشي (لاعب كرة قدم) على موقع قاعدة بيانات كرة القدم.إي يو (الإنجليزية)
- ريو تاكاهاشي (لاعب كرة قدم) على موقع Soccerway.com (الإنجليزية)